# Землетрясение на Яве (2010)
Землетрясение на Яве (2010) магнитудой 5,1 произошло 10 января 2010 года в 00:25:04 (UTC) в прибрежной зоне индонезийского острова Ява в 24,8 км к юго-западу от ближайшего населённого пункта Кипатуя. Гипоцентр землетрясения располагался на глубине 65,2 километров.

## Тектонические условия региона
Индонезия находится в самой сейсмически активной зоне планеты и является частью так называемого Тихоокеанского огненного кольца (мощного тектонического разлома). В этом районе земного шара располагаются самые активные тектонические плиты, одна из которых передвигается со скоростью 7 см в год. Индонезия находится на стыке трех литосферных плит — Евроазиатской, Индийской и Тихоокеанской. Ежегодно сейсмологи регистрируют там 6—7 тысяч землетрясений магнитудой более 4,0.
Субдукционная зона высокосейсмична. С глубиной плотность гипоцентров землетрясений с М>4,6 убывает и на глубинах ниже 200 км отмечены редкие отдельные сильные события. Гипоцентры сейсмических событий смещаются от глубоководного желоба в сторону острова Суматра и острова Ява. Наиболее глубокие сейсмические события располагаются под хребтом Барисан, где проявляется современный вулканизм.

## Сейсмический удар
Землетрясение вызвало панику среди жителей, некоторые выбежали из своих домов, опасаясь гораздо более сильного землетрясения. Местные жители подумали, что это такое же сильное землетрясение, как то, которое случилось в сентябре 2009 года. Подземные толчки длились всего несколько секунд, но многие жители предпочитали какое-то время оставаться на улице. Землетрясение ощущалось в Гарут, Бандунг, Сиамис, Пангандаран, Чианджур, а также в Богор.
Один человек скончался в Гаруте от сердечного приступа, двое получили ранения.